# فلورستانو وانچینی
فلورستانو وانچینی (ایتالیایی: Florestano Vancini; ‏۲۴ اوت ۱۹۲۶ – ۱۸ سپتامبر ۲۰۰۸) کارگردان فیلم، و فیلم‌نامه‌نویس اهل ایتالیا بود. او از سال ۱۹۶۰ بیش از ۲۰ فیلم را کارگردانی کرد.